# Carmelo do Coração Imaculado de Maria (Porto)
O Carmelo do Coração Imaculado de Maria ou, simplesmente, Carmelo do Porto, é um convento de clausura monástica de Monjas Descalças da Ordem da Bem-Aventurada Virgem Maria do Monte Carmelo localizado no lugar de Bande, na vila de Carvalhosa, município de Paços de Ferreira no distrito do Porto, em Portugal.
Este convento carmelita foi consagrado ao Imaculado Coração de Maria.